# Железничка станица Стеванац
Железничка станица Стеванац је једна од железничких станица на прузи Београд—Ниш. Налази се насељу Сталаћ у општини Ћићевац. Пруга се наставља у једном смеру ка Браљини и у другом према према Сталаћу. Железничка станица Стеванац састоји се из 2 колосека.